# George Soros

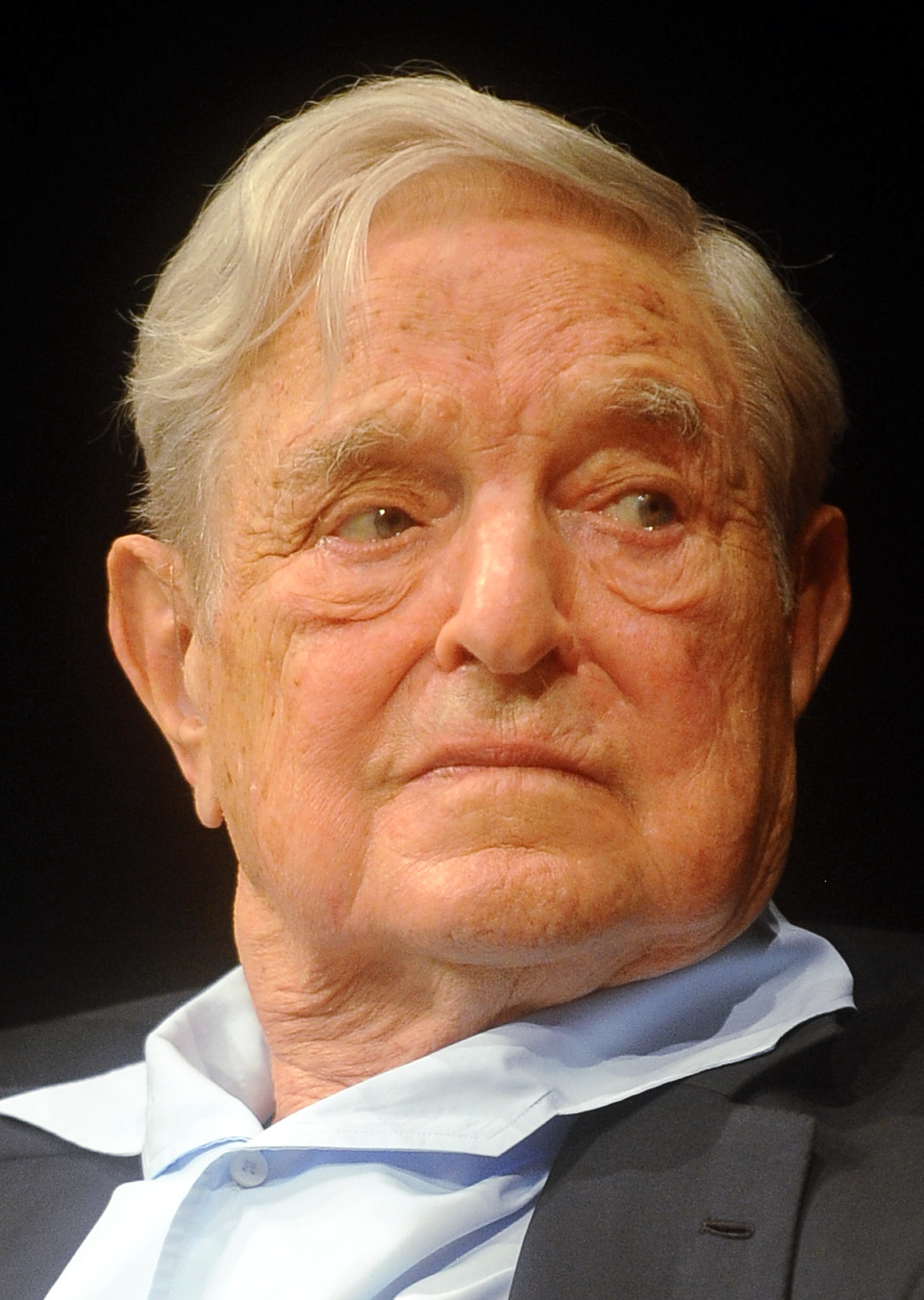
George Soros, 2018

George Soros ['ʃoroʃ] (* 12. August 1930 als György Schwartz in Budapest) ist ein US-amerikanischer Investor und Philanthrop. In den 1990er Jahren wurde er durch Devisenspekulationen unter anderem gegen das Pfund Sterling bekannt. Er betreut viele Fonds und unterstützt mit seinem Vermögen über seine Stiftungen, die Open Society Foundations, unter anderem Bürgerrechtsbewegungen, Bildungseinrichtungen, Nichtregierungsorganisationen (NGOs) für Menschenrechte und andere wohltätige Zwecke. Seit etwa 1990 ist er Verdächtigungen, Verschwörungstheorien und antisemitischen Anfeindungen ausgesetzt.

## Leben

### Jugend
Soros wurde als Sohn des Esperanto-Schriftstellers Tivadar Soros in Budapest geboren. Ab 1936 trug er den magyarisierten Namen György Soros (zuvor Schwartz). Seine Eltern waren ungarische Juden. Er überlebte die massive Judenverfolgung während der Besetzung Ungarns durch NS-Deutschland und die Schlacht um Budapest. Sein Vater versteckte ihn und sich monatelang, unter anderem im Sommerhaus der Tänzerin Elza Brandeisz in Balatonalmádi. So entging Soros dem Abtransport der meisten ungarischen Juden in die Vernichtungslager und dem Holocaust.
In seinem Elternhaus gingen Esperantisten ein und aus, so lernte auch George Soros Esperanto. Er nahm mit seinem Vater 1947 am Esperanto-Weltkongress in Bern teil. Von dort aus reiste er weiter zum Esperanto-Jugendweltkongress nach Ipswich in England, danach emigrierte er nach England.
Soros studierte an der London School of Economics and Political Science, unter anderen bei dem Philosophen Karl Popper. Dessen Konzept einer offenen Gesellschaft beeinflusste Soros stark, so dass er später mehrere seiner eigenen Gesellschaften danach benannte. Während seines Studiums bei Popper arbeitete Soros als Kofferträger und Kellner und erhielt einmalig 40 Pfund von einer Wohltätigkeitsorganisation der Quäker. 1951 erlangte er den Bachelor of Science, 1954 schloss er sein Studium mit dem Master of Science ab.

### Finanzgeschäfte
1954 begann Soros seine Finanzkarriere bei der Handelsbank Singer & Friedlander in London. Er arbeitete als Angestellter und wechselte später zur Arbitrage-Abteilung. Ein Mitarbeiter, Robert Mayer, schlug ihm vor, sich beim Maklerhaus seines Vaters F.M. Mayer in New York City zu bewerben.
1956 zog er nach New York City und übernahm 1968 einen Investmentfonds (Hedgefonds) in Curaçao. 1969 gründete Soros mit Jim Rogers den Soros-Fund, der später in Quantum Fund umbenannt wurde. Er bezog seinen Sitz in der Steueroase Niederländische Antillen. Der Fonds hatte zunächst fünf Millionen US-Dollar Startkapital privater Anleger, das mit Devisenspekulationen bis 1993 auf vier Milliarden US-Dollar anwuchs. 1981 konnte der Fonds keine Gewinne ausschütten. Beim weltweiten Aktieneinbruch 1987 (Schwarzer Montag) verlor er 650 Millionen US-Dollar, die Soros jedoch in wenigen Monaten wieder ausgleichen konnte. 1989 zog er sich aus dem täglichen Geschäft zurück und wurde Berater seiner Fondsmanager, der nur noch bei besonders wichtigen Marktentwicklungen selbst Entscheidungen trifft.
1988 erzielte Soros mit dem Kauf und Verkauf von Aktienpaketen der französischen Großbank Société Générale rund 2,2 Millionen US-Dollar Spekulationsgewinn. Die Transaktion erregte zunächst kein Aufsehen. 2006 verurteilte ein Gericht in Frankreich ihn wegen Insiderhandels rechtsgültig zu einer Geldstrafe in Höhe seines mutmaßlichen Gewinns. Im Dezember 2006 reichte er dagegen Beschwerde beim Europäischen Gerichtshof für Menschenrechte ein. Dieser bestätigte jedoch im Oktober 2011 das französische Gerichtsurteil.
Am „Schwarzen Mittwoch“, dem 16. September 1992, musste die Bank of England das Pfund Sterling stark abwerten und schied deswegen aus dem europäischen Wechselkurssystem aus. Soros hatte die Abwertung vorausgesehen, sich große Mengen britische Pfund geliehen und sie in andere europäische Währungen umgetauscht, mit denen er seine Kredite nach der Abwertung weit günstiger zurückzahlte. Er soll daran rund eine Milliarde US-Dollar verdient haben und wurde persönlich für die Währungskrise verantwortlich gemacht. Dass seine Transaktionen den Kurssturz des Pfunds verursacht hatten, konnten ihm jedoch mehrere Untersuchungsausschüsse nicht nachweisen. Er selbst erklärte, er könne als Einzelinvestor keine Krise einer innerlich starken Währung herbeiführen und auch mit seiner Bekanntheit keinen Trend in ganzen Märkten einleiten. Nach dem Gewinn von 1992 sanken die Gewinne des Quantumfunds auf Durchschnittswerte.
1993 spekulierte Soros gegen die Deutsche Mark und forderte in einem Interview: „Down with the D-Mark!“ 1997 wurde ihm vorgeworfen, sein Quantumfunds habe Malaysias Währung, den Ringgit, einbrechen lassen und so die damalige Asienkrise ausgelöst. Die Bank für Internationalen Zahlungsausgleich schrieb jedoch in ihrem Jahresbericht von 1998: „Entgegen oft zitierten anekdotischen Berichten gibt es wenig konkrete Beweise, dass Hedgefonds als Gruppe stark beteiligt waren an der Auslösung oder gar Intensivierung der Serie südostasiatischer Währungsabwertungen.“
Die Finanzkrise ab 2007 sah Soros frühzeitig als Vorboten einer Rezession in den USA an. 2007 kehrte er ins Spekulationsgeschäft zurück und erzielte mit seinem Quantum Endowment Fund im selben Jahr eine Rendite von 32 Prozent, die ihm 2,9 Milliarden US-Dollar Gewinn einbrachte.
2008 war Soros mit einem Einkommen von 1,1 Milliarden US-Dollar der bestbezahlte Hedgefondsmanager. Bis Juli 2009 stieg die Gesamtsumme des durch seine Investmentfirma Soros Fund Management verwalteten Vermögens um 40 Prozent auf 24 Milliarden US-Dollar. Das Forbes Magazine schätzte sein Vermögen 2016 in seiner Liste der Milliardäre auf 24,9 Milliarden US-Dollar, damit lag er damals auf Platz 23. Im Juni 2021 lag er mit 8,6 Milliarden US-Dollar auf Platz 288.
In seinem Buch Alchemie der Finanzen (1988) beschrieb Soros seine „Theorie der Reflexivität“ als Grundlage für seine Börsenerfolge und bezog sich dabei auf seinen Lehrer Karl Popper. Bereits 1970 hatte er die Funktionsweise von Real Estate Investment Trusts in den Kategorien dieser Theorie beschrieben.

### Philanthropisches und politisches Engagement

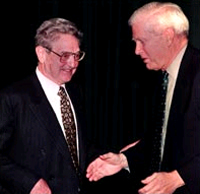
George Soros (links) und James H. Billington (2001)

Seit den 1970er Jahren engagiert sich Soros als Philanthrop. 1979 gründete er dazu die Open Society Foundations, die er leitet und fördert. Bis Oktober 2017 übertrug er dieser Stiftung rund 18 Milliarden US-Dollar und damit den größten Teil seines Vermögens. Damit wurde sie die zweitgrößte Stiftung hinter der Bill & Melinda Gates Foundation.
Von etwa 1985 bis 2017 spendete Soros weltweit um die 12 Milliarden US-Dollar an Initiativen, die Armut verringern, Transparenz vermehren und Menschenrechte stärken. Dies machte ihn für nationalistische und antiliberale Regierungen zum Feindbild.

#### Osteuropa
Soros engagierte sich für die Demokratisierungsprozesse in Osteuropa, die 1989/90 zum Zusammenbruch des Ostblocks führten. Seit 1979 unterstützte er osteuropäische Dissidenten mit drei Millionen US-Dollar pro Jahr, darunter die Solidarność in Polen, die Charta 77 in der Tschechoslowakei und Andrei Dmitrijewitsch Sacharow in der Sowjetunion. 1988 gründete er mit Oppositionellen in Polen die Stephan-Báthory-Stiftung, später ähnliche Stiftungen in fast allen Staaten Osteuropas. Sie sollen die liberale Demokratie und den Aufbau der Zivilgesellschaft fördern.
Von 1991 bis 1993 spendete Soros rund eine Milliarde US-Dollar zur Unterstützung des Wissenschaftsbetriebs in Russland. Der russische Minister für Forschung und Technologie, Boris Georgijewitsch Saltykow, lobte 1992 eine Gabe von 100 Millionen Dollar als weitaus größte Gabe, sei es privat oder staatlich, für die Grundlagenforschung. Beim Aufbau von Internetverbindungen zwischen russischen Universitäten arbeitete die Stiftung von Soros mit dem russischen Staat zusammen.
1991 gründete er die Central European University (CEU) in Budapest mit und unterstützt sie finanziell mit der 1993 gegründeten Soros-Stiftung. 1995 unterstützte er tschetschenische Oppositionelle in Russland. In den 1990er Jahren unterstützte er auch den Sender B92 und Oppositionsgruppen in Serbien.
Vor der Orangen Revolution 2004 in der Ukraine unterstützte Soros westliche NGOs mit einer Million US-Dollar. Da Russland damals jedoch etwa 300 Millionen für einen Wahlsieg von Wiktor Janukowytsch ausgab, widersprach der Historiker Timothy Garton Ash der Behauptung, der Westen habe die Revolution „gekauft“. Während der Euromaidan-Proteste im November 2013 finanzierte die Soros-Stiftung das Ukraine Crisis Media Center mit. Im Mai 2014 warnte Soros vor Wladimir Putins Versuchen, die Ukraine zu destabilisieren und Europa zu spalten. Putin verbreite einen „ethnischen Russismus“, der dem Faschismus der 1920er und 1930er Jahre ähnele. Antisemitismus sei traditionell in ganz Osteuropa verbreitet, so auch in der von Russland kontrollierten Ostukraine.
Im November 2014 forderte Soros, der damals stark in ukrainische Staatsanleihen investierte, in einem ZDF-Interview, Bundeskanzlerin Angela Merkel solle ihren Sparkurs, den sie der ganzen EU diktiere, zugunsten der Ukraine aufgeben. Dort sei diese Sparpolitik unangemessen, da kriegführende Staaten vorrangig ihre Ressourcen nutzen und notfalls ihren Einsatz noch erhöhen müssten. Die mangelnde Unterstützung der Ukraine könne für die EU selbst üble Folgen haben. Im laufenden Überfall in der Ukraine seit 2022 verteidige die Ukraine sich gegenüber einem Angriff Russlands.
Ende 2014 drohte Russland, wegen Überschreitung der vereinbarten Maximalverschuldung Kredite von etwa drei Milliarden US-Dollar im Jahr 2015 von der Ukraine zurückzufordern. Zudem hätte die Ukraine in den Folgejahren acht Milliarden US-Dollar an private Investoren zurückzahlen müssen. Im Januar 2015 forderte Soros daraufhin von der internationalen Gemeinschaft und der EU rasche Finanzhilfen von 50 Milliarden Dollar für den Wiederaufbau der Ukraine, die Modernisierung ihrer Wirtschaft und Beseitigung von Kriegsschäden in der Ostukraine. Das werde der EU auch bei der Rettung des Euro helfen. Im selben Monat schlug Soros einen Rettungsplan für die Ukraine vor: Der Paris Club solle ihre Schulden gegenüber Russland übernehmen, um einen generellen Zahlungsausfall und einen Kapitalverlust privater Gläubiger zu verhindern. Der Internationale Währungsfonds (IWF) habe mit 15 Milliarden Dollar viel zu niedrige Sofortzahlungen gewährt. Der Plan wurde als „Flächenbombardement der Ukraine mit Geld“ und ein „Moral Hazard“ für verantwortungslose Politiker kritisiert. Wegen der drohenden Zahlungsausfälle verhandelte Soros am 13. Januar 2015 in Kiew mit Politikern und Parlamentariern unter anderem über die Gründung eines staatlichen Fonds zur Absicherung privater Investoren.
Am 12. November 2015 verlieh Ukraines neuer Präsident Petro Poroschenko Soros für sein Engagement den Orden der Freiheit. Soros versprach, ab 2016 über zehn Jahre verteilt 500 Milliarden US-Dollar in der Ukraine zu investieren. Er wurde Anteilseigner der größten Fondsgesellschaft der Ukraine Dragon Capital und kaufte den ukrainischen Software-Entwickler Ciklum. Laut der von Soros unterstützten Internetzeitung Ukrajinska Prawda sollten diese Investitionen auch Russlands Einfluss auf die Ukraine zurückdrängen. In Russland warf man Soros eine russlandfeindliche Rhetorik und Einmischung in Landesinteressen vor. Im Dezember 2015 stufte die russische Generalstaatsanwaltschaft seine Open Society Foundations und die OSI Assistance Foundation als unerwünscht ein.
Im Juli 2016 schlug Soros in einem Artikel des Journals Foreign Policy vor, Europa solle pro Jahr kontrolliert 300.000 Geflüchtete aus der Türkei, Jordanien und Libanon aufnehmen. In vielen Bereichen, etwa IT und Pflege, könnten sie Arbeitskräftemangel ausgleichen. Jedoch müssten Verteilungs- und Umsiedlungsprogramme für Geflüchtete auf Freiwilligkeit beruhen.

#### USA
Ab 1996 beschnitten neue Gesetze in den USA die staatliche Wohlfahrt und Rechtshilfe besonders für Migranten. Daraufhin stiftete Soros einen Fonds von 50 Millionen US-Dollar für diese Bevölkerungsgruppe. Die Time schätzte die Gesamtsumme seiner Spenden 2007 auf sechs Milliarden US-Dollar.
2001 wollten US-Präsident George W. Bush und dessen Republikanische Partei die seit 1916 bestehende Erbschaftssteuer von 55 Prozent abschaffen und so die Vermögen der Erben von Millionären und Milliardären verdoppeln. Im Februar 2001 warben Soros und 120 superreiche US-Unternehmer unter dem Motto Responsible Wealth mit großen Anzeigen in Tageszeitungen für den Erhalt der bisherigen Steuer.
Im Präsidentschaftswahlkampf 2004 spendete Soros insgesamt 23,5 Millionen US-Dollar an linksgerichtete Gruppen wie MoveOn.org, um Bushs Wiederwahl zu verhindern. Er trat öffentlich gegen Bush auf und erklärte, anders als der legitime Krieg in Afghanistan seit 2001 sei der Irakkrieg ein katastrophaler Fehler gewesen. Im April 2007 kritisierte Soros einen tiefgreifenden Einfluss des American Israel Public Affairs Committee (AIPAC) auf die US-amerikanische Außenpolitik. Die engen Verbindungen der Regierung Bush mit Israel behinderten einen Friedensvertrag zwischen Israel und den Palästinensern. 2008 resümierte er in einem Interview, der „Krieg gegen den Terror“ habe politischen Einfluss und militärische Macht der USA stark verringert. Der Begriff sei irreführend.
Im August 2010 versprach Soros, etwa sieben Milliarden US-Dollar für die Kampagne The Giving Pledge von Bill Gates und Warren Buffett zu spenden. Sie wollte „Superreiche“ in den USA dazu bewegen, mehr als die Hälfte ihres Vermögens für wohltätige Zwecke zu spenden. Im Oktober 2010 spendete Soros eine Million US-Dollar für eine Kampagne zur Legalisierung von Marihuana in den USA. In Kalifornien unterstützte er damit den Volksentscheid California Proposition 19.
Im Präsidentschaftswahlkampf 2016 spendete Soros sechs Millionen US-Dollar an Political Action Committees der Kandidatin Hillary Clinton. Nach dem Wahlsieg von Donald Trump und kurz vor dessen Amtseinführung im Januar 2017 erklärte Soros, Trump sei ein „Blender und Hochstapler und Möchtegern-Diktator“. Die Verfassung der Vereinigten Staaten und deren demokratische Institutionen würden ihn letztlich aber stoppen.

#### Andere
Die Soros-Stiftung half schwarzen südafrikanischen Studenten, die University of Cape Town zu besuchen. Soros finanziert über seine Stiftungen die NGO Reporter ohne Grenzen und das Internationale Netzwerk investigativer Journalisten (ICIJ). Er befürwortete 2006 die Initiative mehrerer NGOs, den Ressourcenfluch durch Offenlegung von Lizenzgebühren, Abgaben und Einkünften zu überwinden. Zudem befürwortet er die Nutzung der Sonderziehungsrechte des IWF zur Entwicklungsfinanzierung. Die Global Marshall Plan Initiative griff diese Idee auf.
Soros hält die Deregulierung der Finanzmärkte wegen ihrer potenziellen Instabilität für einen fatalen Auslöser der Finanzkrise ab 2007. Verantwortlich dafür sei der Marktfundamentalismus gewesen, der seit Ronald Reagan und Margaret Thatcher zu einer beherrschenden Ideologie geworden sei. Diese lasse außer Acht, dass „Finanzmärkte kein Gleichgewicht anstreben“, und beruhe auf einem ähnlichen Denkfehler wie der Marxismus. Es habe sich über ein Vierteljahrhundert hinweg eine „Superblase“ aufgebaut, die nun platze, erklärte er im Frühjahr 2008.
Im Oktober 2009 kündigte Soros bei einer Konferenz in Kopenhagen an, eine Milliarde US-Dollar in erneuerbare Energien zu investieren. Er gründete 2009 das Forschungsnetzwerk Climate Policy Initiative (CPI) mitsamt dessen Zweigstelle am Deutschen Institut für Wirtschaftsforschung (DIW) und förderte es bis 2019 mit jährlich 10 Millionen US-Dollar. Es sollte die Auswirkungen der bisherigen Klimaschutzmaßnahmen untersuchen. Ende Oktober 2009 gründete Soros das Institute for New Economic Thinking (INET) mit und unterstützte es mit 50 Millionen US-Dollar. Das Projekt sollte neue Denkansätze für die Volkswirtschaftslehre entwickeln.
Soros finanzierte die Kampagne der Gruppe Best for Britain gegen den Brexit 2017/2018 mit insgesamt 500.000 Pfund Sterling.
Im Oktober 2018 spendete Soros zwei Millionen US-Dollar an die Wikimedia Foundation. Die Soros-Foundation fördert auch den investigativen Journalismus, darunter das Recherchebüro Correctiv.
Im Januar 2018 äußerte Soros vor dem Weltwirtschaftsforum, IT-Monopolisten wie Google LLC und Facebook stünden der Innovation in Gesellschaft und Wirtschaft im Weg und manipulierten das Denken der Menschen zum Schaden der Demokratie. Ihre Tage seien gezählt.
Anfang 2020 gründete Soros das globale Open Society University Network (OSUN) zur Förderung der Bildung besonders ärmerer Staaten.
Soros ist sehr kritisch gegenüber der chinesischen Diktatur und ihren Menschenrechtsverletzungen. Er kritisiert zudem das Verhalten amerikanischer Unternehmen, die aus wirtschaftlichen Gründen die Menschenrechtslage in China ignorieren und so das chinesische Regime ökonomisch stärken.

### Übergabe der Stiftung an den Sohn 2023
Am 11. Juni 2023 erschien in der Finanzzeitung Wall Street Journal ein Doppel-Interview, in dem bekannt wurde, dass George Soros die Verfügung über seine Stiftungen an seinen Sohn Alexander Soros abgibt. Der Sohn erklärte, „politischer zu sein als sein Vater“.

### Privatleben
1960 heiratete Soros die vier Jahre jüngere deutschstämmige Annaliesa Witschak. Mit ihr hat er zwei Söhne (* 1963, * 1970) und eine Tochter (* 1965). 1983 wurde die Ehe geschieden. Im selben Jahr heiratete er die 24 Jahre jüngere deutschjüdische Amerikanerin Susan Weber. Zwei Söhne (* 1985, * 1989) entstammen der Ehe, die 2005 geschieden wurde. Ersterer, der Historiker Alexander Soros, ist ebenfalls Vorstandsmitglied der Open Society Foundations.
2013 heiratete George Soros die 42 Jahre jüngere Wirtschaftsberaterin Tamiko Bolton.
Soros hat mehrere Wohnsitze, unter anderen in den Hamptons auf Long Island und in der Kleinstadt Bedford in Westchester County.

## Verschwörungsmythen zu Soros

### Europa

#### Russland
Seit 1990 verbreiten nationalbolschewistische Publikationen in Russland, dass internationale Finanz- und Wirtschaftsorganisationen unter der Kontrolle oder zumindest starken Einflussnahme von Juden stünden. Prominente jüdische Vertreter solcher Organisationen seien schuld am Zusammenbruch der Sowjetunion und zögen angeblich Vorteile aus dem politischen Wandel. Jüdische Unterstützer der Perestroika und damit angeblich verbundener zerstörerischer Kräfte seien die „Spitze des Weltfinanz-Zionismus“ (eine Variante der antisemitischen Theorie des Weltjudentums). In diesem Kontext wird George Soros am häufigsten genannt. Russische Nationalisten betonen stets seine jüdische Herkunft, unterstellen ihm, er sei eng mit jüdischen und zionistischen Organisationen verbunden oder selbst ein Agent des israelischen Mossad oder der Central Intelligence Agency (CIA) der USA. Er sei treibende Kraft beim Unterminieren des Sowjetkommunismus gewesen, habe die Wirtschaftsreformen von Michail Gorbatschow finanziert und dessen Nachfolger Boris Jelzin beraten. Er beeinflusse die russische Politik durch den IWF, die Trilaterale Kommission und den fiktiven internationalen Geheimclub „Magisterium“. Der russische Holocaustleugner Oleg Platonow etwa behauptete, Soros habe das „500-Tage-Programm“ für Perestroikaführer entwickelt und finanziert, um die russische Wirtschaft zu ruinieren. Der Vorsitzende des Sicherheitskomitees der Duma Wiktor Iljuchin behauptete, die von Soros unterstützten akademischen Erziehungsprogramme sollten die russische Bevölkerung mit einem antipatriotischen und kosmopolitischen Geist indoktrinieren. Soros habe den starken Wertverlust des russischen Rubel im Jahr 1994 herbeigeführt und die Privatisierung russischer Betriebe voll ausgenutzt.

#### Ungarn
Besonders in seinem Herkunftsland Ungarn wurde Soros zur Zielscheibe antisemitischer Kampagnen. Der nationalistische Politiker István Csurka bezeichnete ihn 1992 als „Marionette“ Jerusalems. Ab 2010 machte Ungarns Premierminister Viktor Orbán Soros zum Feindbild eines Negative Campaigning, das sein Politikberater Arthur J. Finkelstein erfunden hatte. Ab November 2015 bezichtigte Orbán Soros als angeblichen Verursacher der Flüchtlingskrise in Europa 2015: Sein „Aktivisten-Netz“ von Menschenrechtsorganisationen organisiere gezielt eine „Völkerwanderung“ zur Zerstörung der Nationalstaaten Europas. Gegen diese „Verschwörung“ und „wirren Träume einiger großer Geldmänner, transnationaler Aktivisten und von niemandem gewählter Funktionäre“ müsse sich das „Volk“ wenden. Um Ungarns Abschottung gegen Geflüchtete zu rechtfertigen, stellte Orbán Soros als Beispiel des reichen, spekulantenhaften, kosmopolitischen, nations- und gottlosen Juden dar.
Ab Juli 2017 ließ Orbáns Regierungspartei Fidesz in ganz Ungarn große Plakate aufhängen, die ein Porträtfoto des grinsenden George Soros und die Worte „Lasst Soros nicht das letzte Lachen haben“ zeigten. Kleingedruckt darüber stand: „99% lehnen illegale Einwanderung ab.“ Viele Plakate trugen antisemitische Graffiti. Die Kampagne kostete etwa 19 Millionen Euro und folgte früheren Plakataktionen der Regierung gegen die Aufnahme von Geflüchteten.
Im Wahlkampf ab Juli 2017 behauptete Orbán, ein „Soros-Plan“ sehe vor, Europa durch verstärkte Einwanderung zu „muslimisieren“. Seine Regierung werde auch künftig gegen das „Soros-Mafia-Netzwerk und die Brüsseler Bürokraten“ sowie deren Medien vorgehen. Orbán ließ die CEU schließen und Gesetze gegen von Soros-Stiftungen mitgeförderte NGOs erlassen, weil diese mit ihrem Eintreten für Asylbewerber angeblich Ungarns Sicherheit bedrohten.
Im Oktober 2017 befragte Orbáns Regierung acht Millionen ungarische Wähler per Brief zu dem angeblichen „Soros-Plan“. Soros wies öffentlich jede Einzelbehauptung darin zurück. Im selben Monat behauptete Zsolt Semjén, Ungarns Vizepremierminister und Vorsitzender der mit Orbáns Partei koalierenden Kereszténydemokrata Néppárt, es sei „christliche Pflicht“, „gegen den Satan / Soros-Plan zu kämpfen“. Am 12. April 2018, kurz nach Orbáns Wiederwahl, veröffentlichte das regierungsnahe Wochenmagazin Figyelö eine Namensliste von 200 angeblichen „Söldnern“ für Soros und die von ihm bezahlten Organisationen in Ungarn. Die Zeitschrift beteiligte sich mit eigenen Hetzartikeln und dem Abdruck von Regierungsanzeigen an deren Anti-Soros-Kampagne. Der Budapester Museumsleiter und Orbán-Vertraute Szilard Demeter erklärte im November 2020 auf einem regierungsnahen Webportal, Soros habe Europa zu seiner „Gaskammer“ gemacht: „Aus den Fässern der multi-kulturellen offenen Gesellschaft entströmt das Giftgas, das für die europäische Lebensform tödlich ist“. Ungarn und Polen seien „die neuen Juden“ der EU. Er reagierte damit auf Sanktionsversuche der EU gegen Mitgliedsstaaten, die in die Unabhängigkeit ihrer Justiz eingreifen. Nach scharfer Kritik unter anderem von Christoph Heubner (Internationales Auschwitz Komitee) zog Demeter den Kommentar zurück.

#### Deutschland
In Deutschland kritisieren Soros überwiegend Politiker der Alternative für Deutschland (AfD), beispielsweise Jörg Meuthen, Stephan Brandner, Petr Bystron, Maximilian Krah und Björn Höcke. Meuthen behauptete auf Facebook: „Teuer finanzierte Stimmungmache – Sozis und Soros vereint gegen unsere Bürgerpartei.“ Höcke warf der EU vor, „den volkszerstörerischen und als pervers zu bezeichnenden Ungeist eines George Soros zu exekutieren“.
Der Bestsellerautor Peter Orzechowski verbreitet über den Kopp-Verlag die These, Soros verfolge eine „Agenda des Volksaustausches“, um Europa umzustürzen. Für den rechtsextremen Publizisten Jürgen Elsässer und dessen Magazin Compact fungiert Soros als Beispiel für die „globalistischen Eliten“ und wird als Hintermann und Mitverantwortlicher eines vermeintlichen „Großen Austausches“ der alteingesessenen Bevölkerung durch Migranten dargestellt. Der Webvideoproduzent Ken Jebsen vermutete, Soros wolle mehr Abtreibungen, um vom Verkauf toter Embryonen an die Pharmaindustrie zu profitieren. Ein anonymer deutschsprachiger Kettenbrief vom Frühjahr 2021 behauptete, Soros habe ein Labor in Wuhan mitaufgebaut, von dem die COVID-19-Pandemie ausgegangen sei.

#### Andere
Auch in anderen Staaten Osteuropas wird Soros immer wieder als Strippenzieher der Globalisierung für eine angeblich von Juden, Freimaurern und Kommunisten angestrebte Weltherrschaft diffamiert. Um eine „Umvolkung“ der EU-Länder durchzusetzen, arbeite er mit der politischen EU-Elite zusammen, unterstütze Projekte zur Emanzipation und Gleichstellung ethnischer und sexueller Minderheiten und sei Drahtzieher von Protesten gegen Korruption, Vetternwirtschaft und lokale Oligarchen. In Mazedonien initiierte der ehemalige Premierminister Nikola Gruevski eine gegen Soros gerichtete Kampagne namens „Stoppt Soros“. In Rumänien verteufelten Staatsmedien Soros Anfang 2017 als „ewigen Sponsor“ großer Demonstrationen in Bukarest für Rechtsstaatlichkeit. Dagegen verlieh die Bukarester „Neue Zeitschrift“ Soros im Mai 2017 ihren Preis für Menschenrechte. In Serbien behauptete Staatspräsident Aleksandar Vučić Ähnliches über Soros und von dessen Stiftung unterstützte NGOs. In Polen behauptete die PiS-Abgeordnete Krystyna Pawłowicz, die Soros-Stiftungen finanzierten „anti-christliche und anti-nationale Aktivitäten“. Ihr Parteivorsitzender Jarosław Kaczyński unterstellte Soros, er versuche durch eine „multikulturelle Ausrichtung“ „traditionelle Gesellschaften zu zerstören“ und strebe eine „Gesellschaft ohne Identität“ an, die sich „äußerst leicht manipulieren“ lasse. Auch die Staatspräsidenten Wladimir Putin und Recep Tayyip Erdoğan nannten Soros 2018 im Zusammenhang einer Verschwörung.
In Österreich behaupteten die FPÖ-Politiker Norbert Hofer und Johann Gudenus, Soros stecke hinter der Flüchtlingskrise in Europa. In Italien hetzten Matteo Salvini (Lega Nord) und in Großbritannien Nigel Farage (Brexit Party) gegen Soros.

### Malaysia
Malaysias Premierminister Mahathir bin Mohamad behauptete 1997, Juden als Feinde der Muslime hätten die damalige Finanzkrise in Südostasien verursacht und den Ringgit (die malaysische Währung) gedrückt. In einer weiteren Rede ergänzte er, der Jude Soros habe den Währungsabsturz ausgelöst. Er habe den Verfall südostasiatischer Währungen durch „eine Intrige“ mit einigen Milliarden Dollar gezielt herbeigeführt und das in Jahrzehnten aufgebaute Wirtschaftswachstum Südostasiens in zwei Wochen großenteils „zunichte gemacht“. Thailands Außenminister Prachuab Chaiyasan forderte, illegale Aktivitäten von Währungsspekulanten zu untersuchen. Soros wies die Vorwürfe zurück und betonte, seine Stiftungen hätten mit Devisengeschäften nichts zu tun, und er habe keinen einzigen Ringgit verkauft. Die malaysische Zentralbank hatte zuvor selbst jahrelang mit Fremdwährungen spekuliert und soll 1992 durch den Ankauf von britischen Pfund große Verluste erlitten haben. Daher wurden Mahathirs Angriffe auf Soros als mögliche Racheaktion gedeutet. Nach einem persönlichen Gespräch mit Soros 2006 nahm Mahathir seine Vorwürfe zurück.

### USA
In den USA wird Soros seit seiner öffentlichen Kritik am Irakkrieg 2003 als geheimer Lenker der Globalisierung diffamiert. Seit etwa 2008 vereint dieses Stereotyp die extreme und konservative Rechte in den USA. Ab 2016 enttabuisierten Donald Trump und führende Republikaner die Dämonisierung von Soros: Er habe in der NS-Zeit mit den Nazis zusammengearbeitet, manipuliere die Weltwirtschaft, organisiere Gewaltakte von Antifa-Gruppen und finanziere einen „Völkermord an den Weißen“. Ihnen und der Alt-Right-Bewegung nahestehende Medien wie Fox News, das Breitbart News Network und InfoWars sorgten mit millionenfach verbreiteten Memes dafür, dass der Name Soros bei ihren Konsumenten synonym mit dem Bösen wurde. So behauptete Bill O’Reilly 2007, Soros sei ein gefährlicher „Extremist“, der unter anderem Grenzen öffnen, Drogen und Euthanasie legalisieren wolle. Glenn Beck beschrieb Soros 2010 als „Strippenzieher“ der Gewerkschaften, der Regierung von Barack Obama, progressiver Bewegungen und der Presse, da er „das System gekauft“ habe. Beck erneuerte auch die antisemitische Verschwörungsthese von Mahathir Mohamad. Auf Fox News und in seinem Radioprogramm stellte Beck Soros als Mithelfer beim Holocaust, Feind des Staates Israel und Putsch-Verursacher in Osteuropa dar. Nun plane er eine gewaltige Inflation, um „obszöne Profite an sich zu raffen“ und „Amerika auf die Knie zu bringen“.
Auch der Radiomoderator Rush Limbaugh (2010), der Verschwörungsideologe Alex Jones (2016), der Blackwater-Gründer Erik Prince (2016) und die Talkshow-Journalistin Tomi Lahren (2018) verteufelten Soros, etwa als Anstifter von Farbrevolutionen, Protesten wie denen von Colin Kaepernick und gewaltsamen Zusammenstößen in Charlottesville. Die dort aufmarschierten Neonazis seien angeheuerte Schauspieler.
2012 versuchte Fox-News-Geschäftsführer Roger Ailes eine kritische Publikation über seinen Aufstieg zu diskreditieren, indem er deren Autor Gabriel Sherman als bezahlte „Soros-Puppe“ darstellen ließ. Auch Breitbart News beteiligte sich an dieser Kampagne.
Als US-Präsident behauptete Donald Trump, Soros sei der Inbegriff einer „globalistischen Elite“ und finanziere die sogenannte Flüchtlingskarawane aus Mittelamerika in die USA. Im Herbst 2018 behaupteten Trumps Wahlkampfteam und der rechtsextreme The Daily Stormer, Soros sende bezahlte Gegendemonstranten zu Trumps Auftritten. Soros habe Protestplakate gegen Stimmen für Brett Kavanaugh als Verfassungsrichter bezahlt (Trump), er bezahle Migranten aus Honduras für das Stürmen der US-Südgrenze (Matt Gaetz, Florida), er sei „Liebhaber des Chaos“ und „Geldgeber der Linken“, der den Gegenkandidaten „besitze“ (Jim Hagedorn, Minnesota), er müsse verhaftet und gegen seine NGOs müsse ermittelt werden (Michael Savage). Ab dem 23. Oktober 2018 versandte ein Trump-Anhänger Briefbomben an Soros, Hillary Clinton, Barack Obama und andere bekannte Trump-Gegner. Tucker Carlson (Fox News) beschuldigte Soros, er hasse die USA, und lachte einen Gast aus, der die Briefbombe an Soros erwähnte. Der Rechtsextremist Robert Bowers rechtfertigte sein Attentat in der Tree-of-Life-Synagoge in Pittsburgh 2018 (27. Oktober; elf Tote) mit der These, Soros und andere finanzierten eine „Invasion der Migranten“ (siehe Großer Austausch).
Im Wahljahr 2020 wurde Soros in den USA besonders oft mit Fake News angegriffen, etwa, er finanziere die Proteste von Black Lives Matter. Trumps Anwalt Rudy Giuliani verbreitete, Soros kontrolliere eine Wahlmaschinenfirma, die eine angebliche Wahlfälschung zugunsten von US-Präsident Joe Biden ermöglicht habe.
Im März 2023, als verschiedene Staatsanwälte in den USA Anklagen gegen Trump vorbereiteten, erhoben Trump, Ron DeSantis und andere hochrangige Republikaner Vorwürfe gegen Soros: Dieser hätte den Bezirksstaatsanwalt Alvin Bragg finanziert, Bragg sei korrupt und sein Vorgehen sei widerrechtlich. Tatsächlich hatte Soros einem Wahlkampfverein für progressive Juristen 2021 mehrere Millionen Dollar gespendet. Dieser Verein unterstützte Bragg dann in seinem Wahlkampf mit einer halben Millionen Dollar. Eine direkte Spende von Soros unmittelbar zu Bragg gab es laut seinem Sprecher jedoch nicht.
Auch Elon Musk teilte dies auf seinem Kurznachrichtendienst X (Twitter). Daraufhin verkaufte Soros am 13. Mai 2023 seine Aktienanteile an der von Musk geleiteten Firma Tesla. Drei Tage später griff Musk Soros auf Twitter erneut an: Soros erinnere ihn an Magneto, eine Figur der Marvel Comics, die dort als jüdischer Holocaustüberlebender zum gegen die Menschheit agierenden Superschurken wird. Musk ergänzte: Soros habe keine guten Absichten, wolle die Struktur der Zivilisation zersetzen bzw. aushöhlen (“he wants to erode the very fabric of civilization”) und hasse die Menschheit. Jonathan Greenblatt, Vorsitzender der Anti-Defamation League, verurteilte Musks Tweets als antisemitisch: Er unterstütze und ermutige damit auf gefährliche Weise Rechtsextreme, die Soros seit langem als Ursache globaler Probleme darstellten und bedrohten. Musks Tweets lösten eine Flut antisemitischer Antworten aus. Schon seit Musks Übernahme von Twitter und seiner Massenentlassung von Moderatoren hatten Hassposts, Desinformation und antisemitische Verschwörungstheorien auf Twitter enorm zugenommen.
Das nominell gegen Antisemitismus gerichtete und in erster Linie von evangelikalen Christen unterstützte „Project Esther“ der konservativen Heritage Foundation präsentiert Juden wie Soros und J. B. Pritzker als Drahtzieher einer gegen „westliche Demokratien, Werte und Kultur“ gerichteten Verschwörung.

### Wissenschaftliche Einordnung
Die Antisemitismusforschung beurteilt die Hetze gegen Soros als Neuauflage der Verschwörungsideologie vom Weltjudentum, das angeblich das Weltgeschehen kontrolliere und negativ bestimme. Soros erscheint dabei als Hauptakteur und wird zur Projektionsfläche für antisemitische Ressentiments gemacht. Für Hendrik Hertzberg (The New Yorker) ähnelt besonders die Behauptung, Soros habe am Holocaust mitgewirkt, der Blutbeschuldigung. Für Michael Barkun zeigt die Soros-Hetze, dass Holocaust und Zweiter Weltkrieg allmählich vergessen und das Tabu des Antisemitismus immer schwächer würden. Für Matthew Lyons sind die Narrative über Soros eine Variante der 1000 Jahre alten antisemitischen Verschwörungsmythen von „den Juden“ als böser, übermächtiger, heimatloser, hinter der Bühne operierender Gruppe, heute kodiert durch die Rede von „den Globalisten“. Laut Armin Pfahl-Traughber steht der Name „George Soros“ heute wie früher „die Rothschilds“ als symbolischer Platzhalter für die Verschwörungsideologie vom „jüdischen Finanzkapital“ und einer Lenkung von Politik und Wirtschaft durch „die Juden“. Obwohl Soros weder Bushs Wiederwahl verhindern noch Hillary Clinton zum Wahlsieg verhelfen konnte, werde er als heimlicher „Weltherrscher“ dargestellt, der ganzen Völkern mit seinem angeblichen „Soros-Plan“ ihre Identität raube. Auch für Michael Butter knüpfen die Soros-Legenden offen an alte antisemitische Hetzkampagnen an. Laut Juliane Wetzel haben schon die „Protokolle der Weisen von Zion“ unterstellt, Juden nutzten Parlamente zum Sturz von Regierungen. Soros sei „wirklich die Chiffre, an der alles Unglück dieser Welt festgemacht werden kann.“ Für eine Autorengruppe zum „Neuen Antisemitismus“ verkörpert Soros als ungarischer Jude, Amerikaner, Philanthrop, reicher, erfolgreicher, kosmopolitischer und liberaler Geschäftsmann „im wahrsten Sinne des Wortes alles, was Antisemiten schmeckt: ein vaterlandsloser linker Geldjude.“

## Ehrungen
Soros hat die Ehrendoktorwürden der New Yorker Universität The New School, der Universität Oxford (1980), der Wirtschaftshochschule Budapest und der Yale-Universität (1991) erhalten.
1994 wurde das neu entdeckte Mineral Sorosit nach ihm benannt.
1998 wurde er in die American Academy of Arts and Sciences und 2009 in die American Philosophical Society gewählt.
2012 wurde er mit dem Adam-Smith-Preis der National Association for Business Economics (NABE) ausgezeichnet.
2017 wurde er zum Ehrenmitglied der British Academy ernannt.
2019 erhielt er den Schumpeter-Preis und das Große Goldene Ehrenzeichen für Verdienste um das Land Wien.
Auswärtiges Mitglied der Ukrainischen Akademie der Wissenschaften
2025 wurde Soros von US-Präsident Joe Biden die Presidential Medal of Freedom verliehen.

## Veröffentlichungen
- Wetten auf Europa. Warum Deutschland den Euro retten muss, um sich selbst zu retten. George Soros im Gespräch mit Gregor Peter Schmitz. Goldmann, München 2015, ISBN 3-442-15857-5 (Rezension von Hendrik Ankenbrand, FAZ, 11. Januar 2014)
- Financial Turmoil in Europe and the United States. 2012

Gedanken und Lösungsvorschläge zum Finanzchaos in Europa und Amerika. Börsenmedien, Kulmbach 2012, ISBN 978-3-86470-013-2
- The Soros lectures. 2010

Der Blick geht nach vorn. Fünf Grundpfeiler der Märkte von morgen. FinanzBuch-Verlag, München 2010, ISBN 978-3-89879-585-2
- The new paradigm for financial markets. 2008

Das Ende der Finanzmärkte – und deren Zukunft. Die heutige Finanzkrise und was sie bedeutet. FinanzBuch-Verlag, München 2008, ISBN 978-3-89879-413-8 (Rezensionen: Thomas Seifert: Buch von George Soros: Das Ende der Finanzmärkte, Die Presse, 13. Oktober 2008; John Cassidy: He Foresaw the End of an Era, New York Review of Books, 23. Oktober 2008; Arno Widmann, Frankfurter Rundschau (FR), 29. Oktober 2008)
- The Age of Fallibility. 2006

Die Ära der Fehlentscheidungen. Die Energiekrise und die Konsequenzen aus dem Krieg gegen den Terror. FinanzBuch-Verlag, München 2007, ISBN 978-3-89879-229-5
- The bubble of American supremacy. 2003

Die Vorherrschaft der USA – eine Seifenblase. Blessing, München 2004, ISBN 3-89667-255-X (Rezensionen: Marc Brost: Augenblick der Wahrheit, Die Zeit, 26. Februar 2004; Claus Leggewie: „Das ist nicht meine Heimat“, taz, 28. Februar 2004)
- George Soros on globalization. 2002

Der Globalisierungsreport. Weltwirtschaft auf dem Prüfstand. Rowohlt, Reinbek 2003, ISBN 3-499-61635-1 (Werner Mussler: Rezension: Sachbuch – Zauberei mit Sonderziehungsrechten, FAZ, 8. Juli 2002)
- Open society. 2001

Die offene Gesellschaft. Für eine Reform des globalen Kapitalismus. Fest, Berlin 2001, ISBN 3-8286-0160-X (Indira Gurbaxani: Rezension: Sachbuch – Der Finanzier und seine Träume, FAZ, 22. Oktober 2001)
- The crisis of global capitalism. 1998

Die Krise des globalen Kapitalismus. Offene Gesellschaft in Gefahr. Fest, Berlin 1998, ISBN 3-8286-0097-2; Fischer, Frankfurt am Main 2000, ISBN 3-596-14736-0 (Bernd Senf: Der reichste Dissident des Kapitalismus?, Rezension, September 1998, PDF)
- Soros on Soros. 1995

Soros über Soros. Börsenguru und Mäzen. Eichborn, Frankfurt am Main 1996, ISBN 3-8218-0976-0
- Die Macht der Fehlbarkeit. Jan-Patočka-Gedächtnisvorlesung. Passagen, Wien 1995, ISBN 3-85165-192-8
- The Alchemy of Finance. 1988

Die Alchemie der Finanzen. Wie man die Gedanken des Marktes liest. Börsenbuch-Verlag, Kulmbach 1994, ISBN 3-922669-07-7
- George Soros im Gespräch mit Krisztina Koenen. Eichborn, Frankfurt am Main 1994, ISBN 3-8218-1165-X